# Massacre (film, 1934)
Pour les articles homonymes, voir Massacre.
Massacre est un film américain d'Alan Crosland sorti en 1934.

## Synopsis
Joe Thunderhorse est un Indien faisant partie de la tribu des Sioux, qui est devenu la star d'un spectacle du Far West. Lorsqu'il rentre dans sa réserve après des années d'absence, il apprend que son père est sur son lit de mort alors que son peuple est maltraité par des fonctionnaires blancs corrompus.

## Fiche technique
- Réalisation : Alan Crosland
- Scénario : Robert Gessner, Ralph Block
- Costumes : Orry-Kelly
- Musique : Bernhard Kaun
- Photographie : George Barnes
- Producteur : Robert Presnell Sr.
- Genre : Western
- Durée : 70 min.
- Date de sortie: 
  - États-Unis : 20 janvier 1934

## Distribution

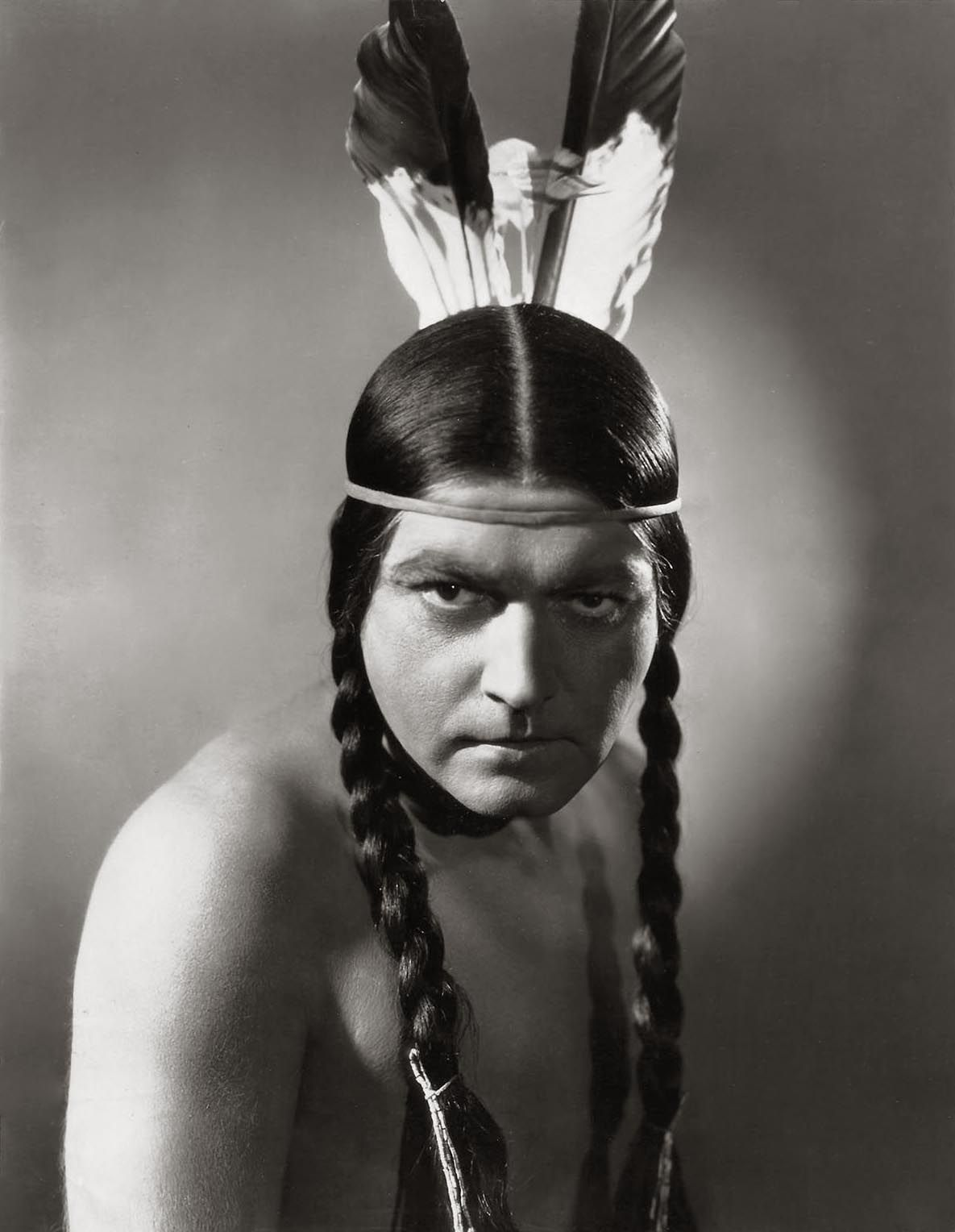
Richard Barthelmess dans Massacre.

- Richard Barthelmess : Chef Joe Thunderhorse
- Ann Dvorak : Lydia
- Dudley Digges : Elihu P. Quissenberry
- Claire Dodd : Norma
- Henry O'Neill : J.R. Dickinson
- Robert Barrat : Dawson
- Arthur Hohl : Dr Turner
- Sidney Toler : Thomas Shanks
- Clarence Muse : Sam
- Charles Middleton : Shérif Scatters
- Tully Marshall : Jake
- Wallis Clark : Cochran
- DeWitt Jennings : Shérif Jennings
- Frank McGlynn Sr. : le missionnaire

Acteurs non crédités
- Iron Eyes Cody : un indien
- Chief Thunderbird : un indien